# 斯里哈尔戈宾德普尔
斯里哈尔戈宾德普尔（Sri Hargobindpur），是印度旁遮普邦古尔达斯普尔县的一个城镇。总人口3993（2001年）。

## 人口
该地2001年总人口3993人，其中男性2063人，女性1930人；0—6岁人口467人，其中男282人，女185人；识字率66.29%，其中男性为69.22%，女性为63.16%。